# Stejaru (okręg Gorj)
Stejaru – wieś w Rumunii, w okręgu Gorj, w gminie Roșia de Amaradia. W 2011 roku liczyła 103 mieszkańców.